# Jesper W. Nielsen
Jesper Westerlin Nielsen (født 15. august 1962) er en dansk film- og tv-instruktør, manuskriptforfatter og uddannet filmklipper. Han er kendt for filmen Okay og tv-julekalenderen Pagten.

## Filmografi

### Spillefilm
- 1989 - Retfærdighedens rytter
- 1992 - Hjerter i slør
- 1996 - Buldermanden
- 1997 - Den sidste viking
- 1997 - Lykkefanten
- 1998 - Forbudt for børn
- 2002 - Okay[1]
- 2003 - Manden bag døren
- 2005 - Store planer
- 2008 - I et spejl i en gåde
- 2016 - Der kommer en dag

### Kortfilm
- 1987 - Ligusterkrigeren
- 1995 - Buldermanden
- 1997 - Ogginoggen

### Tv
- 2009 - Pagten
- 2012 - Lykke
- 2011 - Borgen